# حسنلی (سالیان)
حسنلی  (به ترکی آذربایجانی: Həsənli) یک منطقه مسکونی در جمهوری آذربایجان است که در شهرستان سالیان واقع شده است. حسنلی ۱۸۵۵ نفر جمعیت دارد.